# Station Solothurn
Het station Solothurn (Duits: Bahnhof Solothurn) is het belangrijkste spoorwegstation van de stad Solothurn in het Zwitsers kanton Solothurn. Het is een belangrijk knooppunt voor het West-Zwitsers spoorwegnet. Het station bevindt zich ten zuiden van het stadscentrum, van het centrum op de linkeroever gescheiden door de Aare, in de voorstad op de rechteroever en op de grens met gemeente Zuchwil.
De SBB bedient het station langs de spoorlijnen Olten - Genève (een van de twee trajecten tussen de steden, deze wordt de Jurafusslinie genoemd), Solothurn–Wanzwil, Lyss–Solothurn, Solothurn – Burgdorf en Solothurn - Moutier.
In het station is er een perron voor de meterspoorverbinding Bern – Solothurn via Zollikofen beheerd door Regionalverkehr Bern-Solothurn en onderdeel van het S-Bahn netwerk van Bern. Op het stationsplein is de terminus van een andere meterspoorverbinding, de Solothurn-Niederbipp-Bahn uitgebaat door de Aare Seeland mobil die Solothurn verbindt met Oensingen en Langenthal.

## Geschiedenis
Het eerste station van de stad, door de Schweizerische Centralbahn in gebruik genomen op 1 juni 1857 bevond zich op de linkeroever van de Aare. De huidige locatie van dit hoofdstation dateert van december 1876 toen de Gäubahn tussen Olten en Solothurn - een onderdeel van de Jurafusslinie - in gebruik werd genomen. Dit station werd tot 1915 aangeduid als Neu-Solothurn. Een naam die evenwel na 1915 niet meer werd gehanteerd.

## Treindiensten
| Serie   | Treinsoort        | Route | Bijzonderheden |
| ------- | ----------------- | --- | -------------- |
| IC 5    | Intercity (SBB)   | [ Genève-Aéroport – ] / [ Lausanne – ] Yverdon-les-Bains – Neuchâtel – Biel/Bienne – Solothurn – Olten – Zürich HB – Winterthur – Sankt Gallen – Rorschach |                |
| S8 (SE) | S-Bahn Bern (RBS) | Bern – Worblaufen – Zollikofen – Schönbühl RBS – Jegenstorf (– Biberist RBS – Solothurn)                                                                   |                |
| S 44    | S-Bahn Bern (BLS) | Thun – Belp – Bern – Burgdorf [– Aefligen – Solothurn ] / [– Hasle-Rüegsau – Sumiswald-Grünen ]                                                            |                |